# Rutger Hauer
Rutger Oelsen Hauer (/ˈrʌtɡər ˈhaʊər/; 23. ledna 1944 Breukelen – 19. července 2019 Beetsterzwaag) byl nizozemský divadelní, televizní a filmový herec. Za roli ve filmu Útěk ze Sobiboru získal Zlatý glóbus v kategorii nejlepší herec ve vedlejší roli. Mezi jeho nejznámější filmy patří Blade Runner (1982; ve snímku pronesl monolog známý jako Slzy v dešti), Jestřábí žena (1985), Stopař (1986), Zlomek sekundy (1992) či Batman začíná (2005).

## Životopis
Narodil se za 2. světové války v nizozemském městě Breukelen. Jeho rodiče byli oba učitelé dramatu a kvůli jejich kariéře Rutgera a jeho tři sestry vychovávaly chůvy. V 15 letech Hauer odjel na moře, kde rok drhnul podlahy. Po návratu se živil jako elektrikář a tesař, až se jednoho dne zapsal na hodiny herectví, později se přidal k místní herecké společnosti, kde působil pět let, než dostal svou první televizní a později i filmové role.
Klíčovou úlohu v jeho herecké kariéře měl režisér Paul Verhoeven. Ten ho roku 1969 obsadil do hlavní role rytíře v nizozemském televizním seriálu Floris na motivy tehdy populárních příběhů o Ivanhoeovi. Seriál měl úspěch a Hauera v rodné zemi proslavil. Následovaly další Verhoevenovy snímky Turecký med (1973) a Oranžský voják (1977). Roku 1975 Hauer natočil svůj první zahraniční film ve Velké Británii, roku 1981 svůj první film v USA Nighthawks, v němž si zahrál po boku Sylvestra Stallonea. O rok později ztvárnil jednu z hlavních postav ve sci-fi filmu Ridleyho Scotta Blade Runner – vůdce vzbouřených vražedných androidů (replikantů) Roye Battyho. Dále hrál ve snímcích různých žánrů, např. Maso a krev, Jestřábí žena, Buffy, zabíječka upírů, Legenda o svatém pijanovi, Klepání na nebeskou bránu, Milujte svého zabijáka, Sin City – město hříchu či Batman začíná.
Roku 1994 natáčel v Praze film Otčina a v roce 1999 se stal oficiálním hostem Mezinárodního filmového festivalu Karlovy Vary.

## Soukromí
Byl zapálený environmentalista. Založil asociaci Rutger Hauer Starfish Association zaměřenou na výzkum nemoci AIDS.
Od roku 1985 byl ženatý s Ineke ten Cate. Byl otcem herečky Ayshi Hauer a dědečkem modela Leandra Maedera. Zemřel 19. července 2019 ve svém bydlišti v Beetsterzwaagu na severu Nizozemska. Fanouškové si povšimli, že zemřel ve stejném roce jako jím ztvárněná postava Roye Battyho ve filmu Blade Runner.